# 3455 Kristensen
3455 Kristensen (1985 QC) là một tiểu hành tinh vành đai chính được phát hiện ngày 20 tháng 8 năm 1985 bởi E. Bowell ở Flagstaff (AM).